# EGS Karlik
Die Baureihe EGS Karlik der Bleichert Transportanlagenfabrik der AG „Transmasch“ bezeichnet eine zweiachsige Akkumulatorlokomotive, die von 1947 bis 1954 gebaut wurde.

## Entwicklung

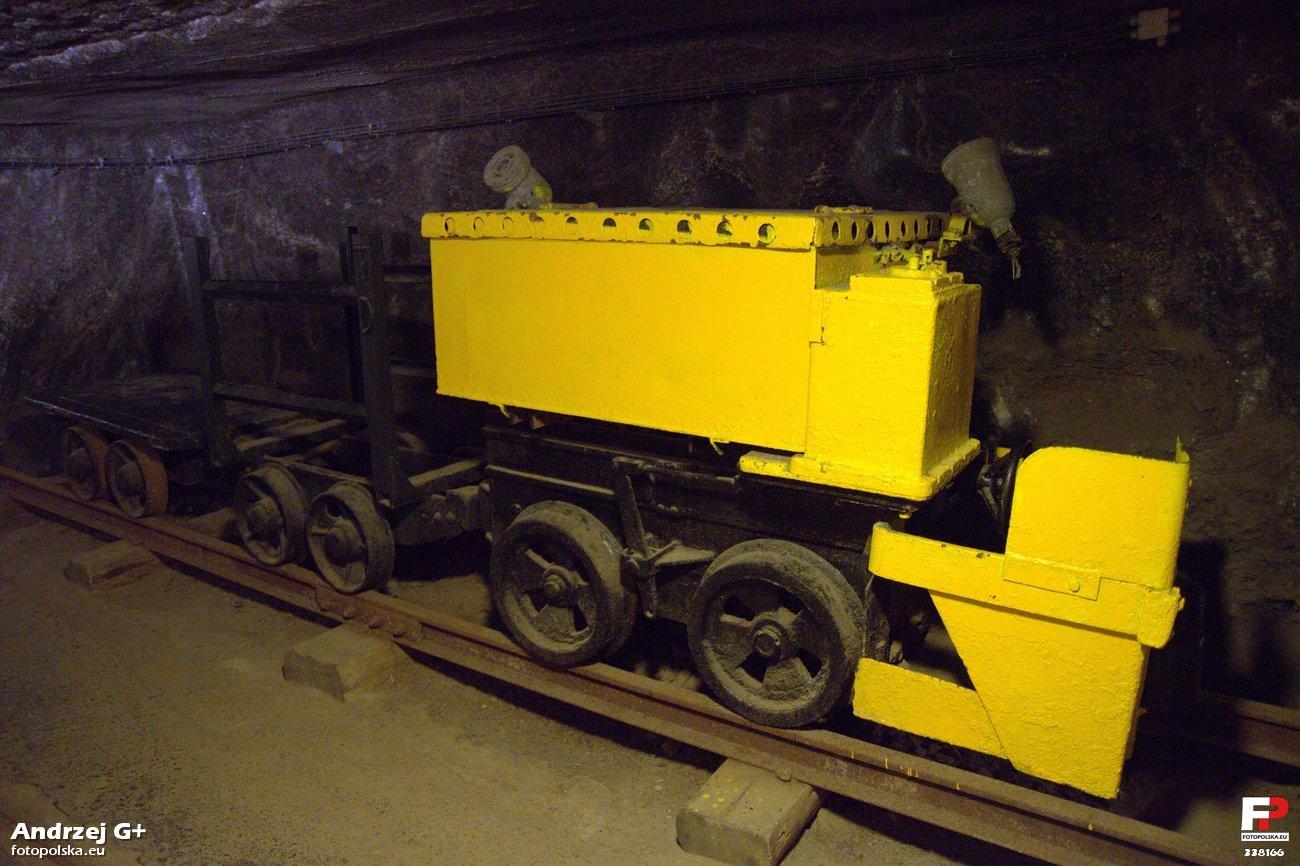
Polnische Karlik

Diese Grubenlokomotive wurden von 1947 bis 1954 in verschiedenen Varianten gebaut. Über die ausgelieferte Stückzahl ist nichts bekannt. Der konstruktive Ursprung dieser kleinsten in der DDR gebauten Grubenlokomotive ist ebenfalls nicht bekannt. Nach der Produktionseinstellung in Deutschland wurde dieser Loktyp von 1954 bis 1968 bei Konstal in Polen gebaut. Gebaut wurde sie ebenfalls als ALD-2 in der CSSR und als AK-2 in der Sowjetunion. Die bekannten technischen Daten der ALD-2 weichen etwas von technischen Daten der Karlik ab. Eingesetzt wurden die Lokomotiven vorwiegend unter Tage, aber auch in verschiedenen Industriebetrieben. Neben dem Einsatz in der DDR wurde die Lok auch exportiert.

## Konstruktive Merkmale

### Mechanik
Die Lokomotive besitzt einen Innenrahmen. Ein längs eingebauter Gleichstrom-Reihenschlussmotor treibt über Zahnräder die beiden Radsätze an. Der Akkukasten ist auf den Rahmen aufgesetzt. Die Lok verfügt über fünf Fahrstufen. Zum Bremsen verfügte die Lok über eine Handspindelbremse, die unmittelbar auf den vorderen Radsatz wirkte.

### Elektrik
Die Batteriespannung betrug 40 V. Die Leistung des Motors beträgt 2,8 kW bei Feldschwächung. Der Motor ist schlagwettergeschützt. Am Akkukasten ist sowohl vorn wie auch hinten ein Scheinwerfer angebracht.

## Sonstiges

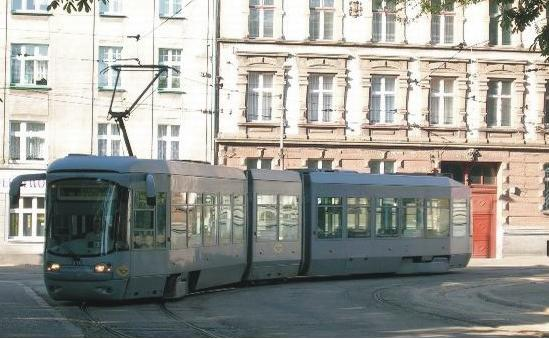
Konstal 116Nd „Karlik“

Konstal fertigt heute Straßenbahnzüge, die die Bezeichnung Karlik tragen.